# Ken Coates
Ken Coates (16 de septiembre de 1930-27 de junio de 2010) fue un escritor y político británico. Presidió la Fundación Bertrand Russell y fue editor de The Spokesman, la revista de la Fundación, publicada por primera vez en marzo de 1970. Fue miembro del Parlamento Europeo de 1989 a 1999.
Como miembro de la Liga de la Juventud Comunista de Gran Bretaña, Coates prefirió trabajar en las minas de carbón en el Condado de Nottingham que luchar con el ejército británico en el conflicto llamado la Emergencia malaya, insurrección y guerra de guerrillas entre el ejército de la Commonwealth y el Ejército de Liberación Nacional Malayo, el brazo armado del Partido Comunista Malayo. Más tarde se unió al Partido Comunista de Gran Bretaña, pero lo abandonó tras la ruptura de relaciones entre Stalin y Tito, al que Coates defendía. Tras la invasión soviética de Hungría en 1956, Coates y Pat Jordan se convirtieron en el centro de un grupo marxista con interés creciente por el trotskismo. Fueron muy críticos con el Quinto Congreso de la IV Internacional, al que asistieron en 1958. Más tarde, Coates tuvo un papel central en la fundación del Grupo Internacional, precursor del Grupo Marxista Internacional.
Ken Coates también lideró el Institute for Workers' Control, la Vietnam Solidarity Campaign, el movimiento por el Desarme Nuclear Europeo, y la Fundación Bertrand Russell. De 1989 a 1998, fue miembro laborista del Parlamento Europeo y presidió su Subcomité por los Derechos Humanos. Coates fue profesor en el Departamento de Educación de Adultos en la Universidad de Nottingham. Antes de las Elecciones al Parlamento escocés de 2007, Coates anunció su apoyo al Partido Nacional Escocés.
Coates fue el editor de Essays on Socialist Humanism, un libro en honor a Bertrand Russell. Escribió y editó numerosos libros sobre pobreza, filosofía política, socialismo democrático, cuestiones sociales y económicas, paz y desarme, así como sobre democracia y derechos humanos. Según algunos críticos, su libro The Case of Nikolai Bukharin (Nottingham: Spokesman, 1978) sirvió de fundamento para una campaña de rehabilitación del líder bolchevique.
Ken Coates fue impulsor, junto con Nurit Peled-Elhanan y Leila Shahid, del Tribunal Russell sobre Palestina de marzo de 2010.

## Obra
- The Crisis of British Socialism, Spokesman Books 1971 Spokesman Books.com
- Beyond the Bulldozer, ISBN 0-902031-43-0, Spokesman Books 1987
- Confessions of a terrorist, ISBN 978-0-85124-678-9, Spokesman Books 2003
- Empire no more, ISBN 978-0-85124-694-9, Spokesman Books 2004
- Essays on Industrial Democracy, Spokesman Books
- From Tom Paine To Guantanamo, ISBN 978-0-85124-702-1, Spokesman Books 2004
- Poverty: The Forgotten Englishmen, ISBN 978-0-85124-375-7, Spokesman Books 1983
- The New Unionism: the case for worker's control, Penguin Books, 1974. ISBN 0-14-021811-4
- Trade Union Register, Merlin Press 1969
- Trade unions and politics, ISBN 0-631-13753-X, Basil Blackwell, Oxford
- Trade Unions in Britain, ISBN 978-0-85124, Spokesman Books 1986
- Workers' Control: A Book of Readings and Witnesses for Workers' Control, ISBN 978-0-85124-699-4, Spokesman Books 2005
- Workers' Control: Another World Is Possible, ISBN 978-0-85124-682-6, Spokesman Books 2003

- Datos: Q912999